# الأكاديمية اليزيدية

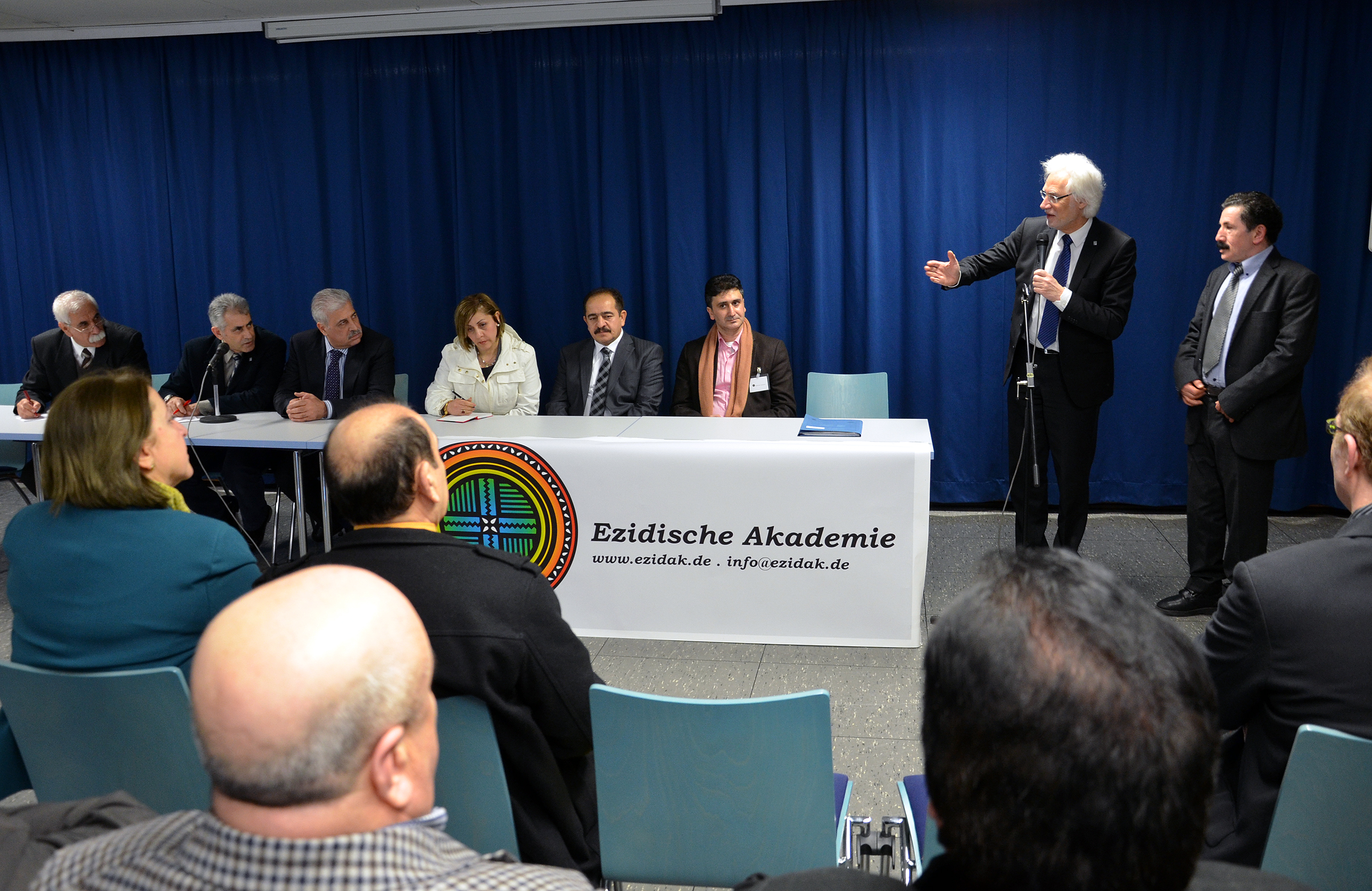
رئيس بلدية هانوفر بيرند شتراوخ يرحب بأثيل النجيفي ، محافظ نينوى ، في الأكاديمية الإيزيدية عام 2014

الأكاديمية الإيزيدية (بالألمانية: Jesidische Akademie)‏ هي منظمة غير ربحية ومؤسسة علمية مقرها في مدينة هانوفر، ألمانيا.
تأسست الأكاديمية عام 2009، وتهتم بدراسة الوضع التاريخي والحالي للإيزيديين. ومنذ تأسيسها، بدأت في إصدار مجلة (بالألمانية: Zeitschrift der Ezidischen Akademie)‏ باللغة الألمانية، بالإضافة إلى منتدى (بالألمانية: Diskussionsbeiträge zum Ezidentum)‏. كما تحتضن المكتبة الإيزيدية، التي أُسِّست عام 2007.
الأكاديمية الإيزيدية عضو في شبكة مبادرات المهاجرين (MiSO)، وتقدم دورات في محو الأمية واللغة الألمانية، إلى جانب تقديم الاستشارات القانونية لطالبي اللجوء.

## الروابط الخارجية
- الموقع الرسمي
 باللغة الألمانية